# De Rijkswaterstaat I (schip, 1915)
Het directievaartuig De Rijkswaterstaat I is een vergaderlocatie van Rijkswaterstaat en komt ook bij maritieme evenementen. Omdat het schip tegenwoordig landelijk wordt ingezet kreeg het schip deze nieuwe naam op woensdag 29 mei 2013 in Lelystad-Haven. Het kan door elke ambtenaar van Rijkswaterstaat worden gereserveerd, mits met toestemming van het afdelingshoofd en alleen voor doelen van de organisatie.
Het schip werd als klipper gebouwd in opdracht van ingenieur Cornelis Lely voor de directie in het arrondissement Hoorn. Gebouwd als Rijkswaterstaat maar al snel onder de naam Noord-Holland. Het werd gebruikt om waterstaatswerken te schouwen en voor excursies. Het is altijd al bedoeld geweest voor de ontvangst van belangrijke relaties, zoals indertijd keizer Wilhelm II van Duitsland, die na de Eerste Wereldoorlog met dit schip naar Wieringen werd gebracht.
Oorspronkelijk had het schip geen stuurhut, maar een theehut, van waaruit de kombuis zo naar dek kon worden gegaan. De originele koekoek zit er nog wel op. Het werd in 1981 bij werf Jongert in Medemblik verbouwd en opnieuw in 1985, in verband met de stuurhut, hoger getuigd bij Scheepstimmerwerf 't Kolkje in Makkum. Tegenwoordig dient het tuig aan de wind als steuntuig en wordt voornamelijk op de motor gevaren.
In de Tweede Wereldoorlog was het schip verstopt in de Noordoostpolder, maar werd ontdekt en naar Duitsland afgevoerd. Het werd onttakeld teruggevonden in Travemünde: zonder inventaris, zeilen en rondhouten. Het werd weer in de originele staat gebracht op de marinewerf in Den Helder en werd daarna onder meer gebruikt bij de opsporing en berging van vliegtuigwrakken in het IJsselmeer.
Het is het oudste schip in de vaart bij Rijkswaterstaat; het is niet gecertificeerd voor gebruik op zee.
Het onderhoud wordt door de bemanning zelf gedaan.

## Zeilplan[3]
- Gaffelgrootzeil 40 m²
- Gaffeltopzeil 20 m²
- Boomfok 15 m²
- Binnenkluiver 20 m²
- Buitenkluiver 45 m²

## Liggers Scheepmetingsdienst[4]
| Meetnummer | District en volgnr. | Meetdatum        | Meetplaats | Lengte [m] | Breedte [m] | Inzinking [m] | Waterverplaatsing [ton] | Naam            | Eigenaar                               | Domicilie     |
| ---------- | ------------------- | ---------------- | ---------- | ---------- | ----------- | ------------- | ----------------------- | --------------- | -------------------------------------- | ------------- |
| H1931N     | 's-Gravenhage 1931  | 29 juni 1915     | Leiderdorp | 23,00      | 5,10        | –             | 45,343                  | RIJKSWATERSTAAT | Rijkswaterstaat                        | ’s-Gravenhage |
| A9152N     | Amsterdam 9152      | 15 maart 1937    | Hoorn      | 23,00      | 5,10        | –             | 6,773                   | NOORD-HOLLAND   | Rijkswaterstaat Directie Noord-Holland | -             |
| A22102N    | Amsterdam 22102     | 11 december 1969 | –          | 23,00      | 5,10        | 1,58          | 15,628                  | NOORD HOLLAND   | –                                      | -             |